# Birger Maertens
Birger Maertens (Brujas, Bélgica, 28 de junio de 1980) es un futbolista belga. Juega de defensor y actualmente juega en el KVC Westerlo de la Primera División de Bélgica.

## Trayectoria

### Brujas
Maertens llegó al Club Brujas en 1994, pero debutó en el equipo titular recién el 9 de agosto de 2001, en un partido ante el Íþróttabandalag Akraness de Islandia por la Copa UEFA de ese año.
Con el Brujas en la Primera División de Bélgica, disputó 161 partidos, marcando un tanto.

### Heracles Almelo
El 25 de junio de 2008, Maertens fue transferido al Heracles Almelo de los Países Bajos. En 2009 fue anunciado por la revista Voetbal International como el octavo mejor jugador de la Eredivisie esa temporada.
El 4 de agosto de 2011, Maertens sufrió una rotura de ligamentos cruzados, de la cual se recuperaría recién en mayo de 2012.
El 6 de enero de 2012, manifestó que por razones personales, no jugaría el resto de la temporada con el Heracles Almelo y no terminaría su contrato, volviendo a su país natal. Maertens llevó en el Heracles un historial de 93 partidos jugados y dos goles anotados en la Eredivisie.

## Selección nacional
Ha sido internacional con la Selección de fútbol de Bélgica en dos ocasiones. Debutó el 12 de octubre de 2005 en un partido ante Lituania que finalizara 1-1, por las eliminatorias a la Copa Mundial de Fútbol de 2006.

## Clubes
| Club            | País         | Año       |
| --------------- | ------------ | --------- |
| Club Brujas     | Bélgica      | 2001-2008 |
| Heracles Almelo | Países Bajos | 2008-2012 |
| KVC Westerlo    | Bélgica      | 2012-     |

## Palmarés

### Campeonatos nacionales
| Título                      | Club        | País    | Año  |
| --------------------------- | ----------- | ------- | ---- |
| Supercopa de Bélgica        | Club Brujas | Bélgica | 2002 |
| Primera División de Bélgica | Club Brujas | Bélgica | 2003 |
| Supercopa de Bélgica        | Club Brujas | Bélgica | 2003 |
| Supercopa de Bélgica        | Club Brujas | Bélgica | 2004 |
| Primera División de Bélgica | Club Brujas | Bélgica | 2005 |
| Supercopa de Bélgica        | Club Brujas | Bélgica | 2005 |